# Арзан
Арза̀н е село в Западна България, община Брезник, област Перник.

## География
Село Арзан принадлежи на историко-географската област Граово. Състои се от три махали (квартала): Рангелова, Минджина и Кузина. Трите махали, пръснати на сравнително близко разстояние една от друга, са разположени в югозападното подножие на хълм от планината Вискяр, на километър и половина от Брезник по пътя на северозапад от града през Ракита, Гургулят и Гълъбовци за Сливница. Най-високата точка на този хълм е връх Свети Илия (1010 м), на който се намира едноименно оброчище. 
Надморската височина на пътя в южната част на селото пред сградата на кметското наместничество е около 808 м, а в най-северната част на средната от трите махали достига до около 860 м.
Околността на селото е богата на извори и поточета с леденостудена бистра вода. Почвата не е особено богата, но добре виреят боб, картофи, слънчоглед и някои други селскостопански култури. Обработваемите площи на селото са малко, а по-голямата част от извънселищната територия се заема от пасища и гори. Животновъдството също е слабо развито – в района на Рангеловата махала има малък краварник с около петнайсет крави, в дворовете се отглеждат предимно кокошки, рядко зайци, магарета и кози. Растителността предлага прекрасни условия за развитие на пчеларство – обилна и разнообразна висококачествена пчелна па̀ша , но все още този отрасъл не е развит никъде в района.
От Рангеловата, както и от Минджината махала се вижда планината „Гребен“, както и град Брезник и Голо Бърдо. От върха „Свети Илия“ се виждат дори и ТЕЦ-овете в град Перник, а при много хубаво време може да се видят оттам и първите блокове на софийския ж.к. „Люлин“. Дори от най-ниската част на Рангелова махала се вижда село Красава, което се намира на около 5 км северозападно от село Арзан.
Населението на село Арзан  към 1934 г. е 228 души, към 1946 г. – 234 души, към 1985 г. бързо намалява на 37 души, след което плавно достига към 2018 г. до 14 души.

## Растителен и животински свят

### Флора
Флората в района е изключително богата – голямо разнооразие от диви житни и тревисти растения с високи фуражни качества, полски цветя и билки, големи находища на диви ягоди, леска, шипки, трънки, диви джанки; обширни горски територии с бял бор и черен бор, както и някои редки едногодишни цъфтящи видове. В околността се срещат и много видове ядливи гъби с високи вкусови качества – челядинка, сърнела, полска и горска печурка, пърхутка, масловка, пачи крак, рижика и др.

### Фауна
Животинският свят на района е много богат. Има изобилие от интересни насекоми, като с голямо разнообразие се открояват пеперудите. Сред земноводните често срещани са водните жаби, които често заедно с многобройните щурчета озвучават нощите тук, които между другото са много ясни и спокойни и идеални за наблюдение на нощното небе. От влечугите тук могат да се срещнат сухоземни костенурки и някои гущери. Но Арзан безспорно е раят на орнитолозите – удивително разнообразие от пойни птици от различни семейства (сем. Синигери, сем. Дроздове, сем. Вранови и др.), различни видове кълвачи, включително и редкият черен кълвач, няколко представители на семействата на соколите и ястребите, кукумявки, пъдпъдъци и др. От бозайниците тук можем да срещнем таралежи, къртици и земеровки; някои видове прилепи; голямо разнообразие от гризачи – катерица, лалугер, множество предстевители на сем. Мишевидни и няколко вида от сем. Полевки. Представители на хищниците са вълците, чакалите, лисиците и енотовидното куче; понякога, макар и рядко се срещат и мечки; невестулката, белката, язовецът, златката и поровете са типични за областта и често извършват набези върху домашните птици. Тук се срещат още и диви зайци, които често слизат в градините на хората, изкушени от сочната трева и зеленчуци, диви прасета, сърни.

## История
Още по времето на османската власт на територията на днешното село е имало голям турски чифлик. На това се дължи голямата територия на иначе малкото село. След разпадането на чифлика тук се създава малкото селце, което съществува и до днес. Според предание, Рангеловата махала е основана от двама братя – Рангел и Михаил. Тъй като Рангел нямал деца, решили да нарекат махалата на негово име, за да отбележат и неговия принос.

## Културни и природни забележителности
Културни забележителности на Арзан са оброчището на връх „Св. Илия“, старото училище и основите на стар турски манастир, запазени в един от дворовете.
Старото училище отдавна вече не се използва, но е все още запазено и е типичен пример за малко старовремско училище.
Основите на турския манастир са спомен от някогашното турско имение, съществувало на територията на селището.

## Арзан – магия или приказка
Природата на селото е изумително красива и предоставя прекрасни условия за туризъм и почивка. Теренът е планински, въздухът е изключително чист, поради малкото жители на селцето навсякъде цари спокойствие и тишина. Всичко това превръща Арзан в прекрасно място за отдих и уединение. Местността е наистина дива – няма пътища, магазини, дори хлебарница, само няколко къщи и дружелюбни селяни, готови да посрещнат топло всеки турист и да го почерпят с топло мляко и голяма доза сърдечност. Арзан е оценяван като прекрасно място за почивка и откъсване от динамичния и шумен град. Тук сякаш времето е спряло и някаква магия се носи във въздуха – ароматът на билките, песента на птичките, полъхът на вятъра в клоните на нацъфтелите дръвчета, играта на лъчите в малкото поточе и този любопитен млад заек – всичко ти казва „Забрави за проблемите, наслаждавай се на живота, попий магията с всичките си сетива!“. И наистина, като опиянен пристъпваш сред приказната красота и се чувстваш като в друг свят. 

## Легенди и митове
Според една легенда, предавана сред местните жители, на територията на Арзан има заровено голямо турско съкровище. Някои вярват, че то е под свещения камък на върха „Св. Илия“, под огромен камък и т.н. Правени са много опити да бъде открито, но всички са завършили с неуспех. Може би това е просто една легенда, родена от нечия фантазия. Но всеки таи онази малка искрица надежда, че някой ден ще открие това легендарно съкровище.

## Религия
Повечето хора в Арзан се православни християни. В селото няма църква или параклис, само оброчището на св. Илия, покровител на местните. Преди много години тук са живели доста помаци.